# 康斯坦丁·哈尔科夫
康斯坦丁·维亚切斯拉沃维奇·哈尔科夫（俄语：Константин Вячеславович Харьков，羅馬化：Konstantin Kharkov，1997年2月23日—），克罗地亚男子水球运动员。他曾代表克罗地亚参加2024年夏季奥林匹克运动会水球比赛，获得一枚银牌。